# Opan (obchtina)
Opan (en bulgare : Опан) est une obchtina de l'oblast de Stara Zagora en Bulgarie.